# Deák Ferenc híd
A Deák Ferenc híd (a Földrajzinév-bizottság 2003. október 27-i, 47/454. számú döntése szerint, nem hivatalosan az M0-s autóút déli Duna-hídja, de nevezik Hárosi Duna-hídnak is) Budapest legdélibb Duna-hídja, az E60, E71, E75 nemzetközi főútvonalak része. A kész hidat 1990. november 16-án adták át a forgalomnak. Névadója Deák Ferenc politikus.
2013. június 30-án adták át a híd déli párját.

## Előzmények
A főváros körüli gyorsforgalmi út gondolatát először dr. Vásárhelyi Boldizsár, a budapesti Műegyetem egykori professzora fogalmazta meg, ő vázolta fel az általa javasolt nyomvonalat – Budapesttől a mainál kissé távolabb vezetve –, a magyar automobil utak hálózatáról 1942-ben megjelent munkájában. A megvalósításra azonban még több évtizedet kellett várni.

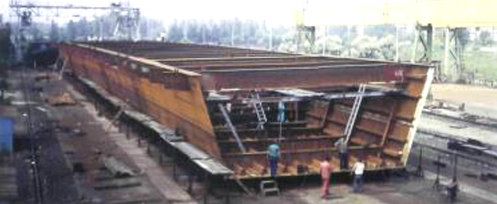
A hegesztett hídelem

Építése akkor vált időszerűvé, amikor az 1970-es években a magyar fővároson átvonuló nemzetközi forgalom kezdett komolyabb méreteket ölteni, ami a főváros akkori legdélibb hídján, a Petőfi hídon és a hozzávezető utakon kellemetlen mellékhatásokkal járt. A levegő mindjobban szennyeződött, a nehéz súlyú tehergépjárművek okozta zaj és rázkódás kezdett elviselhetetlenné válni a fővárosi lakosság számára. Különösen az M1-es (Győr, Hegyeshalom) és az M5-ös (Kecskemét, Szeged) autópályák egymás közötti forgalmának zömét kitevő nyerges vontatók és kamionok okozták a panaszokat. A fuvarozók számára is hátrányokat okozott: kerülővel, torlódással és időveszteséggel járt a belváros keresztül történő áthajtás. Az autópálya-gyűrű déli szektorát először autóútként kívánták megépíteni. Ezért elhatározták, hogy megállapítják a nyomvonalat, és ezzel kijelölik a dunai áthidalás pontos helyét.

## Története

### Egykori nevén: Hárosi Duna híd építése 1987-1990
A minisztérium és a főváros 1981-ben tervpályázatot írt ki és bonyolított le. A tervpályázatra 15 munka érkezett be, melyek közül kettő volt kimagasló értékű. Ezeknek szerzői közösségeit Klatsmány Tibor és társai, valamint Sigrai Tibor az Uvaterv kollektívájával vezették. Az első szabadon szerelt, feszített beton, a másik vasbetonlemezzel együttdolgozó acélszerkezet volt. A tervbírálaton az áthidaló szerkezet kialakítása ügyében nem döntöttek, a benyújtott terveket főként a nyílások beosztása és az esztétika szempontjából értékelték. Az autópálya nyomvonalának és a híd helyének kijelölését 1985-ben hagyták jóvá. A munkát kétlépcsős nemzetközi versenytárgyalás alapján adták ki. A versenytárgyalási kiírás – első ízben – a Nemzetközi Mérnöktanácsadók Szövetsége (FIDIC) követelményeit tartalmazta. Első fordulóban az 58 pályázó közül 44 minősült alkalmasnak a második fordulóban való részvételre. Közülük 30 vett részt a második pályázaton és 11 tartalmazott ajánlatot a Duna-híd építésére is. A bíráló bizottság 1986 októberében döntött a híd építése ügyében. Az építkezés fővállalkozója a Hídépítő Vállalat lett. A Ganz Acél-szerkezeti Vállalat az acél tartószerkezet építését végezte el. Az építése 1987-ben kezdődött el, az első kéregelemet 1987. augusztus 25-én helyezték el, egy-egy pillér elkészítése négy, négy és fél hónapot igényelt. Az első hídegységet 1988. július 4-én emelték a helyére. A híd átadására 1990. november 16-án került sor.

### M0 bővítéseként megvalósult déli oldali híd építése 2010-2013
Az M0 autóút irányonként három forgalmi sávosra bővítése során az M0 déli szakaszának II. ütemeként került sor a déli oldalon hiányzó új Hárosi híd megépítésére. Az munka 2010. augusztus 25-én indult. 2011 májusában a cölöpalapozás kezdődött, majd az év október 13-án megkezdődött a mederhíd betolása is. A műtárgy átadásának határnapjának a szerződés megkötésekor 2012. június 30-át jelölték meg. A forgalom 2013. június 30-án indult meg rajta. A hárosi Duna-híd egy 3x73,5 m nyílású jobb parti öszvér, egy 3x108,5 m nyílású ortotrop lemezes acél és egy 3x73,5 m nyílású bal parti öszvér hídszerkezetekből áll. A déli oldali új híd átadásával egyidejűleg bejelentették, hogy előkészítés alatt áll a régi pálya teljes felújítása, a háromnyílású mederhíd felszerkezetének cseréjével.

### Egykori Hárosi Duna híd felújítása 2018-2020
Az északi oldali, 1987-1990 között épült híd esetében a használat során problémák jelentkeztek. Először 2013. szeptemberéből találunk nyilvános feljegyzést arról, hogy az új Deák Ferenc híd átadását követően a régi pálya teljes felújítását, a háromnyílású mederhíd felszerkezetének cseréjét tervezik. A felújítást indokolta az M0-s régi pályájának két évtized alatt elhasználódott burkolata és a nyolcvanas évek tervezési hibája nyomán púpossá vált régi hárosi Duna-híd lebontása és teljes átépítése.
2014 júliusában közbeszerzést írtak ki a burkolat felújításra és a híd felszerkezetének teljes cseréjére. A rekonstrukció költségét 30-35 milliárdra becsülték. A kivitelezésre a felkészültsége és hídépítésre való gépparkja alapján a hazai vállalkozások közül csak a KÖZGÉP volt esélyes. A közbeszerzést 2014 szeptemberében lefújták, a hivatalos indoklás szerint a beruházás finanszírozására az Európai Unió 2013-ban lezárult költségvetési ciklusában már nem maradt pénz.
Az M0-ás érintett szakaszának felújításának részeként a híd is felújításra került, amit 2020 májusában át is adtak a forgalomnak, azonban nem sokkal ezután ismét lezárták félpályás tereléssel, de se a kivitelező Strabag Zrt., se a megrendelő Nemzeti Infrastruktúra-fejlesztő Zrt. nem kommentálta az ismételt lezárás okait.
2016 novemberében közbeszerzést írtak ki az M0 déli szakaszán az aszfalt burkolat beton burkolatra való cserélésére. 2018. január 11-én a bejelentették, hogy nettó 27,288 milliárd forint értékű szerződés alapján a STRABAG Építő Kft. és a STRABAG AG konzorciuma' végezheti el a munkát 2 év alatt. A projekt az Integrált Közlekedésfejlesztési Operatív Program (IKOP) terhére jött létre. A munkák az év júliusában a terelések kiépítésével kezdődtek, a hidat szeptember 5-én zárták le. A felújítás után 2020. május 9-étől megnyitották a forgalomnak az északi oldali hidat, majd 2 hét múlva ismételten lezárták. A lezárás oka az volt, hogy a műtárgy egyik saruján olyan sérülések kerültek felszínre, amelyek intézkedést vontak maguk után. A híd teherbírása kapcsán kétségek merültek fel. 2020 július 30-án próbaterhelést végeztek, hogy a felújított hidat vizsgálat alá vehessék. A vizsgálat eredményeként a szükséges kiegészítő javítások és megerősítések után augusztus 27-én reggel ismételt, a júliusit kiegészítő próbaterhelést tartottak a szakemberek. A sikeres mérési eredmények alapján 2020. augusztus 31-én indulhatott újra az irányonként négy sáv kapacitású forgalmi rend.
2021 márciusában ismét lezárásokra került sor a híd északi pályáján, ami szakaszosan szeptemberig is eltarthat. Értesülések szerint továbbra is a hídszerkezet terhelését viselő saruk hibája okozza a problémát, de a kivitelezők ezúttal sem kommentálták a lezárás okát. A kormányzat részéről ugyanakkor éles kritikák érkeztek a kivitelezők felé az elvégzett munka minősége miatt.

## Műszaki adatok

### Az északi oldali híd szerkezete
Nemzetközi jelentőségét aláhúzza, hogy a Világbank az építési költség 35%-át kitevő kedvezményes hitel nyújtásával támogatta megvalósítását, benne a Duna-híd építését.

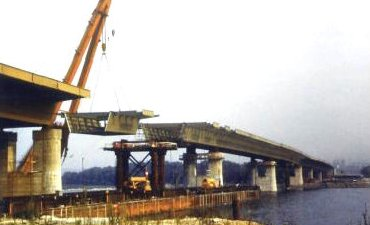
A hegesztett hídelem beemelése

Már a tervezés korai stádiumában szükség volt a hidak fő adatainak megállapítására. Erre a célra a minisztérium és a főváros 1981-ben tervpályázatot írt ki és bonyolított le. A tervpályázatra 15 munka érkezett be, melyek közül kettő volt kimagasló értékű. Ezeknek szerzői közösségeit Klatsmány Tibor és társai, valamint Sigrai Tibor az Uvaterv kollektívájával vezették. Az első szabadon szerelt, feszített beton, a másik vasbetonlemezzel együttdolgozó acélszerkezet volt. A tervbírálaton az áthidaló szerkezet kialakítása ügyében nem döntöttek, a benyújtott terveket főként a nyílások beosztása és az esztétika szempontjából értékelték.
A híd főtartója öszvérszerkezetű acélszekrény. Ez a híd hazánkban a legnagyobb nyílású öszvérszerkezet. A hídpályát, mindkét oldalon, szokványos korlát határolja. Az északi – befolyási – oldalon kiemelt szegéllyel ellátott 2,4 m szélességű kerékpárút, a déli oldalon kezelőjárda osztja meg. Ily módon a kocsipályára 17,5 m marad, amit középen, mintegy 1,50 m szélességben, korlátot is tartalmazó biztonsági sáv oszt két-két forgalmi sávra. Az útpálya keresztirányú esése 2,5% a kerékpárút felé. A híd szerkezetileg három, hőtágulási hézagokkal elkülönített, egyenként háromnyílású részből áll. A hídpálya az acélszerkezetű szekrénytartó felső övlemezével együttdolgozó vasbeton lemez. Az acélszerkezetű szekrénytartó mind a három hídrészen azonos kiképzésű hegesztett szerkezet, kívül-belül el van látva kezelőjárdával. Belsejében kábelek és csővezetékek számára bőven van hely.

### Építők

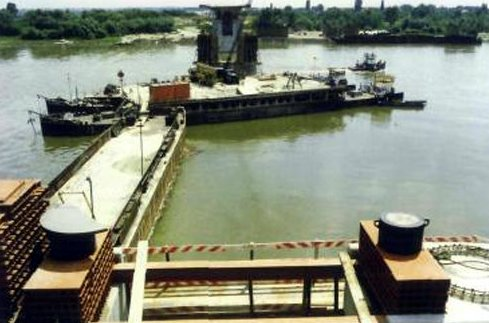
Épül a mederpillér

A bíráló bizottság 1986 októberében döntött a híd építése ügyében. Az építkezés fővállalkozója a Hídépítő Vállalat lett. A nagyvállalatok között az Út-, Vasúttervező Vállalat (UVATERV) a kiviteli tervek elkészítését, a Ganz Acélszerkezeti Vállalat az acél tartószerkezet építését végezte folyamatosan és párhuzamban, a mélyépítési munkát és az öszvérszerkezetű híd vasbeton pályalemezét készítette a fővállalkozó.

### A folyami mederpillér alapozási technológiája
Az Uvaterv és a Hídépítő Vállalat dolgozóinak közös alkotása a mélyalapozást légnyomás igénybevétele nélkül tette lehetővé. Ezt az eljárást Hlatky Károly és társai szabadalma alapján a Deák Ferenc hídnál alkalmazták először.

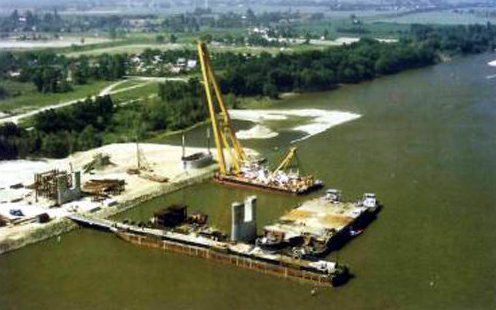
A híd két kész pillére. Az úszódaru a következő kéregelem beemelésére készül

Az eljárás lényege, hogy a parton előregyártva elkészült a tervezett alaptesttel azonos méretű (18,65 × 8,0 m) kéregelem, s azt úszódaru szállította a helyszínre és eresztette le arra a mélységre, amelyet előzetesen kotrással kialakítottak és nyomban utána kőszórással körülvettek a kimosás megelőzése érdekében. Ez a mélység a tervezett mederszintnél kb. fél méterrel lejjebb kialakított vízszintes felület volt. A kéregelem lesüllyesztésénél különös gondot kellett fordítani a terv szerinti pontos elhelyezésre. A pillérépítés további menetében, a helyére tett kéregelemben lévő vezetőgyűrűk segítségével 150 cm átmérőjű, 17–25 m hosszú, fúrt cölöpök készítésére került sor, majd a kéregelemre ráhelyeztek egy vele azonos méretű felső kéregelemet, mely az alsóhoz vízzáró módon illeszkedett. Ezt követte a pilléralapot alkotó 4,5 m magasságú betontömb elkészítése, víz alatti betonozással, a cölöpfejek összefogására, végül a felső kéregelem tetejére őrfal elhelyezése, ugyancsak vízzáró módon. Az őrfalat vaslemez alkotta, mely a kéregelemek fölött még 5 m magasságig volt hivatva a vízbetöréstől megóvni a munkateret. A víz sikeres kiszivattyúzása után, hagyományos módon folytatódott a pillér megépítése a kőburkolat elhelyezésével együtt. Utolsó műveletként csupán az őrfalat kellett a felső kéregelemtől elválasztani és ezzel a kész pillért „levetkőztetni”.

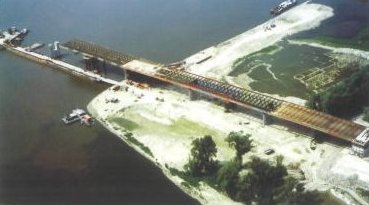
A csepeli háromnyílású, 222 m hosszú ártéri híd acélszerkezete

Az ártéri hidak esetében a mélyépítményeknél nem volt szükség a szabadalmazott eljárás alkalmazására, mivel azok pillérei a parton száraz felületen, vagy sekély vízborítású terepen épültek, ami feltöltéssel szárazzá volt tehető.
A mélyépítési munkát a Hídépítő Vállalat gárdája hajtotta végre Rapkay Kálmán és Hlatky Károly vezetésével. Az első kéregelemet 1987. augusztus 25-én helyezték el, egy-egy pillér elkészítése négy, négy és fél hónapot igényelt.

## A híd közlekedése

### Közösségi közlekedés
A Kelenföld vasútállomástól Szigetszentmiklós térségébe tartó Volánbusz járatok használják az átkelőt az 1992-ben, az addigi csepeli Hárosi iskola nevű végállomásától Budatétényig meghosszabbított, 138-as jelzésű BKK buszjárat mellett. (A 138-as a budafoki Vágóhíd utca és a csepeli Rózsa utca között a Dunán közlekedett komphajó forgalmát is átvette.)
A híd északi oldalán gyalogosjárda és kerékpárút kapott helyet.

### Autós forgalom
Az M0-as körgyűrü déli szektorának fontos dunai hídja. Magyarország legforgalmasabb átkelője. A teljes kiépítettségét követően napi szinten több mint 100 ezer jármű veszi igénybe. Elsősorban a fővárost elkerülő közúti tranzitforgalom használja. Az intenzív teherforgalom miatt fokozott terhelésnek van kitéve. Emellett a regionális összekötő szerepe sem elhanyagolható. 
(A Csepel-szigeti agglomerációs települések lakossága rajta és a 6-os út bevezető szakaszán keresztül tudja a leggyorsabban elérni Budapest belső kerületeit.)